# Liste der Bodendenkmale in Jerxheim
In der Liste der Bodendenkmale in Jerxheim sind alle Bodendenkmale der niedersächsischen Gemeinde Jerxheim aufgelistet. Die Quelle ist der Denkmalatlas Niedersachsen. Der Stand der Liste ist der 25. August 2024.

## Allgemein
In den Spalten finden sich folgende Informationen des Bodendenkmales :
- Lage        : geographischen Koordinaten
- Bezeichnung : Bezeichnung lt. Denkmalatlas
- Beschreibung: Beschreibung lt. Denkmalatlas
- ID          : Objekt-ID
- Bild        : Bild, ggf. zusätzlich mit Link zu weiteren Fotos im Medienarchiv Wikimedia Commons.

## Jerxheim
| Lage                        | Bezeichnung        | Beschreibung | ID       | Bild |
| --------------------------- | ------------------ | --- | -------- | ---- |
| 52° 4′ 58″ N, 10° 53′ 26″ O | Jerxheim 6 Erdwerk | Eine archäologische Fundstelle einer bronzezeitlichen Siedlung am Heeseberg westlich von Jerxheim in der Feldgemarkung, welche als Grünland und Schafweide bewirtschaftet wird. | 28971460 |      |